# Haus zum Balustergarten

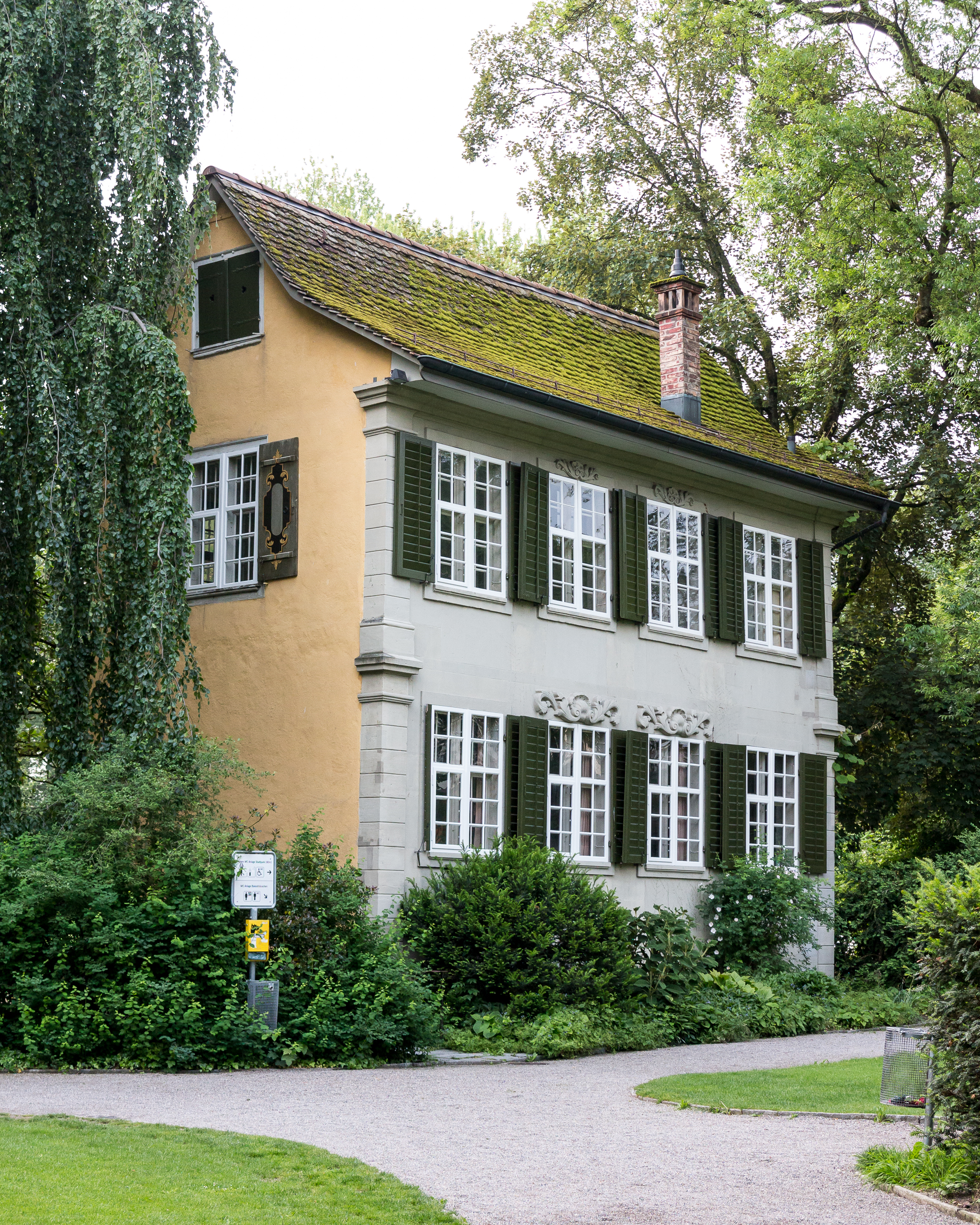
Das Barockhäuschen

Das Haus zum Balustergarten, auch Barockhäuschen genannt, ist ein ehemaliges Sommerhäuschen, dass heute mitten im Winterthurer Stadtgarten steht. Das Haus steht unter kantonalem Denkmalschutz.

## Name
Der Name des Häuschens rührt vom «Haus zum Balusterbaum» in der Winterthurer Marktgasse her. Das Haus wurde 1959 abgerissen, heute steht eine C&A-Filiale an seinem Standort.

## Geschichte
Das Haus wurde vom Winterthurer Ratsherrn Heinrich Steiner um 1740 errichtet. Zu dieser Zeit hatten viele wohlhabende Familien ausserhalb der Stadtmauern kleine eingezäunte Gärten – am ehesten mit den heutigen Pünten vergleichbar – in denen sie ihre Freizeit verbrachten. Auch kleine Häuschen in diesen Gärten waren zu dieser Zeit keine Seltenheit.
Nach dem Tod von Heinrich Steiner verkaufte seine Witwe das Häuschen 1819 an den Stadtrichter Heinrich Reinhart. Dieser wiederum veräusserte es 1863 an den Winterthurer Stadtpräsidenten Johann Jakob Sulzer. 1887 wurde das Haus vom Winterthurer Ständerat und Industriellen Heinrich Rieter gekauft.
1919 wurde das Häuschen zusammen mit dem Merz-Rieter-Gut von der Stadt Winterthur gekauft und wurde fortan als Wohnung für den Abwart des Merz-Rieter-Guts benutzt. Zusammen mit der Neugestaltung des Stadtgartens wurde das Barockhäuschen 1950 und 1953 renoviert und mit einem öffentlichen WC versehen. Es kann heute für Veranstaltungen gemietet werden.